# Баиле Херкулане
Баиле Херкулане (рум. Băile Herculane) је град и бањско лечилиште у жупанији Караш-Северин у Румунији. Град Баиле Херклане обухвата и насеље Печинишка.

## Географија
Баиле Херкулане се налази у југоисточном делу округа Караш-Северин и припада географском региону Баната. Варош је смештена у долини реке Черне, окруженој западним карпатским планинама Черна на истоку и Мехединци на западу. У Черну се низводно од вароши улива Бела река, односно 18 километара узводно од ушћа Черне у Дунав.
Најближа већа насеља су Мехадија која је удаљена 11 километара и Топлец 13 километара. Од окружног седишта Решице удаљена је 125 km. Планина Мехединци одваја варош од олтенских села на истоку и чини природну границу између Баната и Олтеније. Надморска висина вароши је 168 метара.

## Историја
Херкулова Бања се први пут помиње 153. године нове ере у време Римљана. Термалне изворе и њихова лековита својства открило је и прво користило локално становништво. Бања је била позната широм земље и њени термоминерални извори су били веома цењени од стране аристрократије античког Рима, а за заштитника бање сматрао се Херкул због чега бања и носи такав назив до данашњег дана.
Након Пожаревачког мира 1718. године, почиње период реконструкције и модернизације бање. Године 1736. генерал Анреас вон Хамилтон који је постављен од стране цара Карла VI да управља Банатом, обнавља бању и њено постојање приписује Херкулу, Хигији и Ескулапу. Током времена бању су посетиле познате личности тог доба као што су цар Јозеф II, цар Франц I и царица Каролина, цар Франц Јозеф и царица Елизабета. Цар Франц Јозеф је Херкулову Бању описивао као „најлепше одмаралиште на континенту”, а царица Елизабета звана Сиси је у свом дневнику забележила природне лепоте тог краја.
1896. године значајне политичке личности тог доба, аустријски цар Франц Јозеф, румунски краљ Карол I и српски краљ Александар I Карађорђевић, састали су се у комплексу казина на свечаном ручку поводом отварања Сипског канала.

## Становништво и насеља
Варош Баиле Херкулане је на попису 2021. године имала 3.787 становника, за 
1.221 мање (-24,38%) од претходног пописа 2011. године када је било 5.008 становника. Већину становништва чине Румуни.
| Етнички састав према попису из 2011.‍ | Етнички састав према попису из 2011.‍ | Етнички састав према попису из 2011.‍ | Етнички састав према попису из 2011.‍ | Етнички састав према попису из 2011.‍ |
| ------------------------------------ | ------------------------------------ | ------------------------------------ | ------------------------------------ | ------------------------------------ |
|                                      |                                      |                                      |                                      |                                      |
| Румуни                               | Румуни                               |                                      | 4.342                                | 86,70%                               |
| Роми                                 | Роми                                 |                                      | 111                                  | 2,22%                                |
| Мађари                               | Мађари                               |                                      | 23                                   | 0,46%                                |
| Чеси                                 | Чеси                                 |                                      | 21                                   | 0,42%                                |
| Срби                                 | Срби                                 |                                      | 7                                    | 0,14%                                |
| Остали                               | Остали                               |                                      | 9                                    | 0,18%                                |
| Непознато                            | Непознато                            |                                      | 495                                  | 9,88%                                |

Варош Баиле Херкулане поред самог насеља Баиле Херкулане обухвата и насеље Печинишка.
| Насеље                | Изворни назив | Становништво | Становништво | Становништво |
| Насеље                | Изворни назив | 2002.        | 2011.        | 2021.        |
| --------------------- | ------------- | ------------ | ------------ | ------------ |
| Баиле Херкулане       |               | 5.396        | 4.433        | 2.457        |
| Печинишка             |               | 623          | 575          | 1.330        |
| Варош Баиле Херкулане |               | 6.019        | 5.008        | 3.787        |

## Побратимљени градови
- Вадул луј Вода, Молдавија
- Велико Градиште, Србија
- Жагубица, Србија
- Монтегрото Терме, Италија
- Тласкала, Мексико

## Галерија
- Железничка станица
- Нептуново купатило
- Казино
- Херкулов трг
- Статуа Херкула
- Црква
- Лековити извори
- Вила Елизабета
- Римокатоличка црква
- Камени мост
- Таваница Нептуновог купатила
- Планина изнад вароши
- Комплекс Казина
- Биста генерала Николаја Викола